# Terrier de Jack Russell

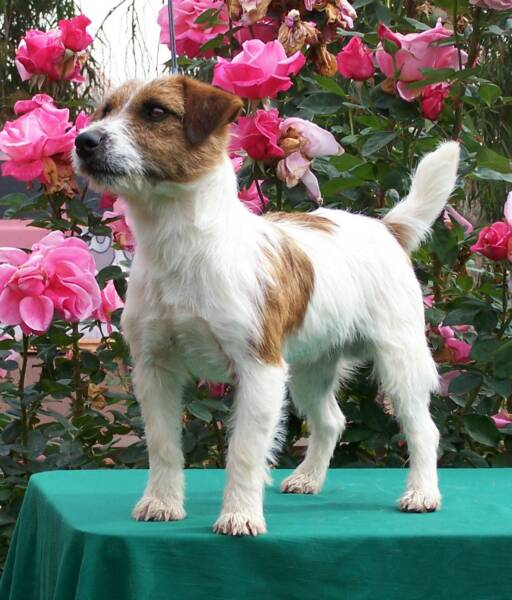
Jack Russell Terrier.

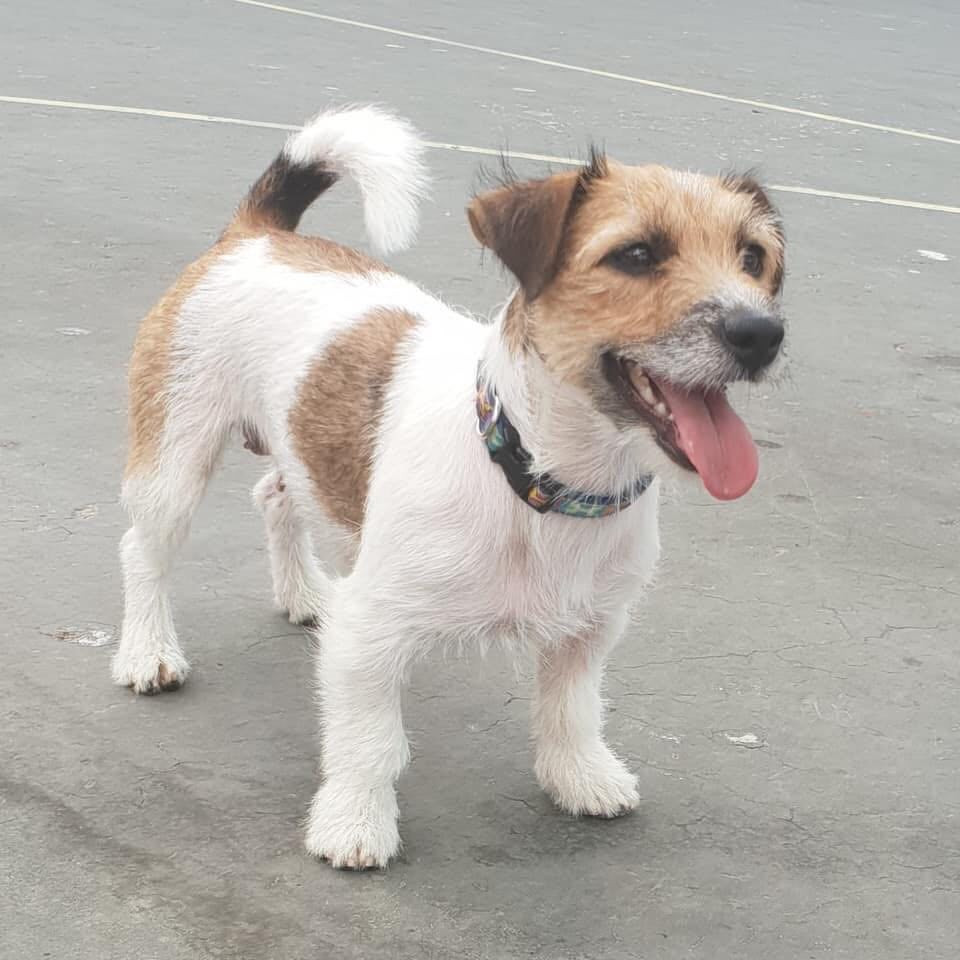

El terrier de Jack Russell o Jack Russell Terrier és un gos de caça àgil, que tot i ser de petita mida té molta força i resistència. És un terrier de treball, alerta, perseverant i independent amb la capacitat d'anar sota terra, i alhora un gos de companyia excel·lent per a persones actives. Aquesta raça té una variant anomenada Terrier de Parson Russell.

## Aparença i temperament

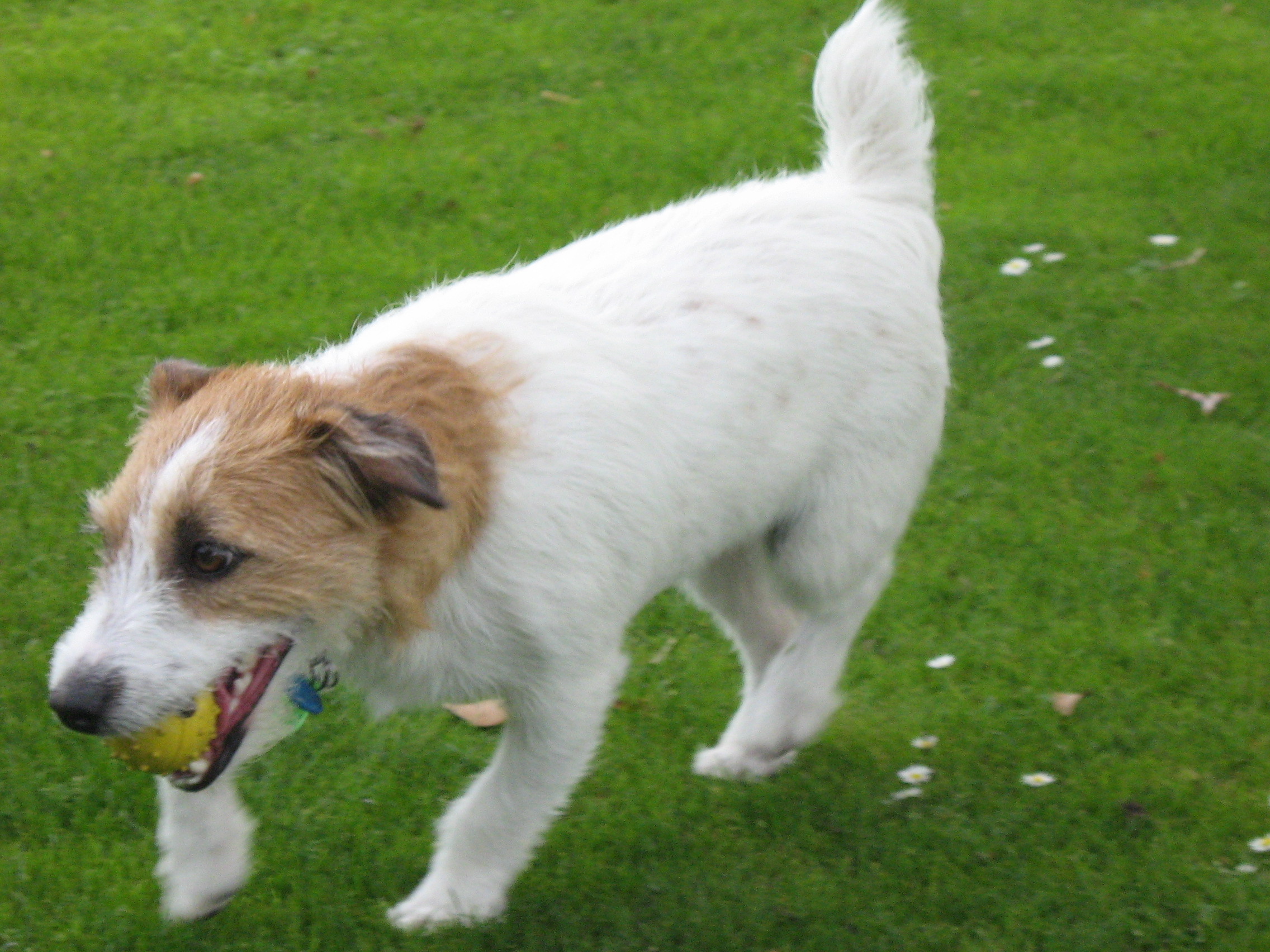
Els JRT gaudeixen dels jocs a l'aire lliure sobretot si impliquen perseguir alguna cosa o algú.

El color bàsic i predominant és el blanc (cal un mínim del 55% perquè un gos sigui considerat d'aquesta raça), tot i que pot tenir taques de color marró, torrat o negre en diverses parts del cos. Pot presentar tres tipus de pèl: llis, dur o semi-dur; el raspallat, manteniment i cures depèn molt del tipus de pèl del gos. L'alçada fins a la creu està entre 25 i 30cm, i el pes se situa aproximadament entre els 5 i 7 quilos. La seua vida mitjana és d'uns 15 anys. Normalment, tenen entre 4 i 6 cries i la gestació dura 59 dies, típicament.
Són gossos molt actius, inquisitius i vius, i per això necessiten espais oberts on córrer i fer exercici, i, així, poder alliberar la seva energia i curiositat. Necessiten un entrenament constant, consistent i pacient que els estimuli la seva aguda intel·ligència. Per tot això, no són gossos recomanables per a persones sedentàries, inexpertes o amb nens molt petits. Se'ls pot ensinistrar per a una gran quantitat d'activitats, especialment si s'aprofita la seva tendència natural al salt, rastreig, persecució i saben cavar profundament: són excel·lents caçadors de rosegadors i animalons. També se'ls ha emprat amb èxit com a actors, fet que els ha valgut la simpatia del públic, ja que són gossos amb un carisma difícil d'igualar.

## Història

### Anglaterra, país d'origen
Aquesta raça de gossos deu el seu nom al reverend Jack Russell. Nascut el 1795 a Darmouth, Anglaterra, fou pastor durant molts anys a la parròquia de Swymbridge, al comtat de Devon. Amant dels terriers, durant els seus estudis a Oxford va comprar el seu primer gos d'aquestes característiques, una femella blanca de pèl dur amb marques al cap anomenada Trump, que per la descripció i la foto que es conserva d'ella s'assemblava molt a l'actual estàndard Federació Cinològica Internacional de la raça.
La caça de la rabosa es practicava molt al comtat de Devon a l'època del reverend Rusell, i ell n'era un apassionat. Per això, es va dedicar a la criança de gossos. Així, comença a creuar gossos de caça, concretament terriers de diverses races unicolors i multicolors. El que volia aconseguir era millorar l'aptitud per a la caça dels animals i no homogeneïtzar el seu aspecte físic, per la qual cosa en morir no va deixar un estàndard concret. Els creuaments i l'estandardització de la raça han provocat divergències respecte a l'aspecte actual del terrier de Jack Russell.

### Austràlia, país de desenvolupament
Cal destacar que Austràlia va ser el país que contribuí activament al desenvolupament i reconeixement d'aquesta raça a nivell mundial. No hi ha dades específiques de quan va aplegar el primer terrier de Jack Russell a Austràlia, però sí tenim informació respecte a exemplars que arribaren com a regals i que contribuïren de manera important a la raça. Com, per exemple, el 1964, "Hardy" (JRI-5) un regal del Duc de Beaufort (Beaufort Hunt Club al Regne Unit) pel guanyador eqüestre australià de la medalla d'or olímpica: Bill Roycroft. També "Kiss Me Kate" (JRI-6) fou un regal de la Duquessa de Bedford (Bedford Hunt Club en UK).
El 1972 es va formar oficialment el Jack Russell Terrier Club of Australia. Aquest club va instituir un sistema compressiu de registre junt a un estàndard formal de la raça. També va iniciar discussions amb el Kennel Council Club d'Austràlia per reconèixer i registrar la raça. El 25 d'octubre de 2000, finalment, la Federació Cinològica Internacional (divisió d'Europa) reconegué oficial i, definitivament, la raça Jack Russell Terrier emprant l'estàndard australià.

## Entrenament

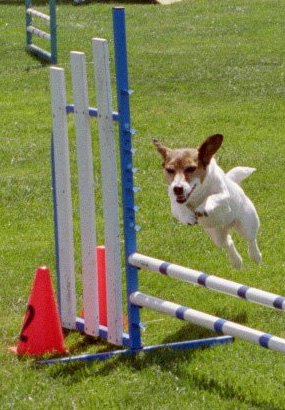
El JRT té una facilitat natural per córrer i saltar a gran velocitat, pel que pot destacar en proves d'Agility.

Com que és un gos de treball i de caça, té una forta tendència natural a bordar per indicar la ubicació d'una presa, també cava sense esma mentre usa les mandíbules per arrancar herba i terra, fins a fer un forat que li permeti introduir-se sota terra on es troba el seu objectiu, que pot ser un os enterrat per un altre gos o, fins i tot, acorralar una rabosa al seu cau. Bordar i excavar són algunes de les qualitats més apreciades d'aquest terrier, tot i que, irònicament, poden convertir-se en un greu problema en mans d'amos inexperts o amb poca informació respecte a la seva naturalesa. Per això cal fer èmfasi en exercitar-lo i entrenar-lo diàriament, en cas contrari començarà a mostrar comportaments molestos, com ara bordar en excés, intentar fugir del jardí, cavar forats en llocs on no es vol, trencar plantes, hiperactivitat, agressivitat... Una alternativa recomanable, que a més de fer-lo feliç li permetrà saltar i córrer, és inscriure'l a cursos d'Agility.

## Salut

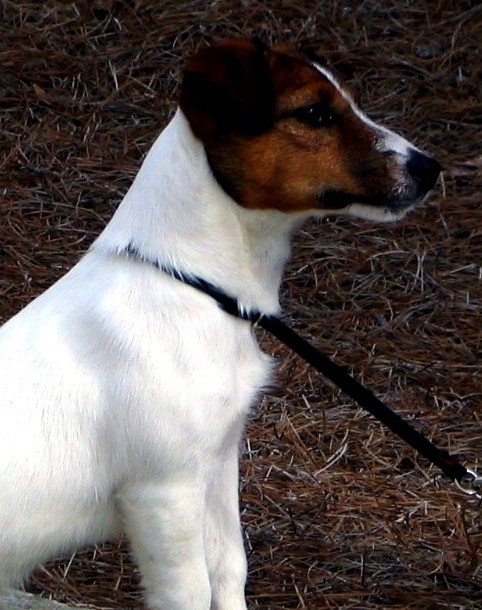
JRT de pèl llis.

En general el terrier de Jack Russell és un gos saludable, alegre i exuberant, però en ser una raça que descendeix del Fox terrier pot patir del sistema locomotor Atàxia i Mielopatia del terrier (Atàxia hereditària) i presentar a l'ull luxació del cristal·lí. Per reduir els riscos al mínim, els criadors responsables han de realitzar creuaments només entre exemplars amb un historial genealògic conegut i rigorosament certificat. Els mascles i femelles destinats a la reproducció han de ser mèdicament revisats i declarats lliures d'aquests malalties.